# شبکه شخصی
شبکه شخصی شبکه‌ای رایانه‌ای است که برای ارتباطات میان وسایل رایانه‌ای که اطراف یک فرد می‌باشند (مانند تلفنها و رایانه‌های جیبی (PDA) که به آن دستیار دیجیتالی شخصی نیز می‌گویند) بکار می‌رود. این که این وسایل ممکن است متعلق به آن فرد باشند یا خیر جای بحث خود را دارد. برد یک شبکه شخصی عموماً چند متر بیشتر نیست. موارد مصرف شبکه‌های خصوصی می‌تواند جهت ارتباطات وسایل شخصی چند نفر به یکدیگر یا برقراری اتصال این وسایل به شبکه‌ای در سطح بالاتر و شبکه اینترنت باشد.
ارتباطات شبکه‌های شخصی ممکن است به صورت سیمی به گذرگاه‌های رایانه مانند USB و فایروایر برقرار شود. همچنین با بهره‌گیری از فناوری‌هایی مانند  IrDA ، بلوتوث و UWB می‌توان شبکه‌های شخصی را به صورت بیسیم ساخت.

## بی‌سیم
یک شبکه شخصی بی‌سیم (اختصاری WPAN) نوعی شبکه خصوصی است که اتصالات در آن به صورت بی‌سیم انجام می‌شود. آی‌تریپل‌ئی ۸۰۲٫۱۵ استانداردهایی را برای چندین نوع شبکه حریم شخصی (اختصاری PAN) که در باند ISM فعالیت می‌کنند، از جمله بلوتوث، ارائه کرده است. انجمن داده‌نگاری فروسرخ (IrDA) نیز استانداردهایی برای شبکه‌های شخصی بی‌سیم ارائه داده است که با استفاده از ارتباطات فروسرخ عمل می‌کنند.

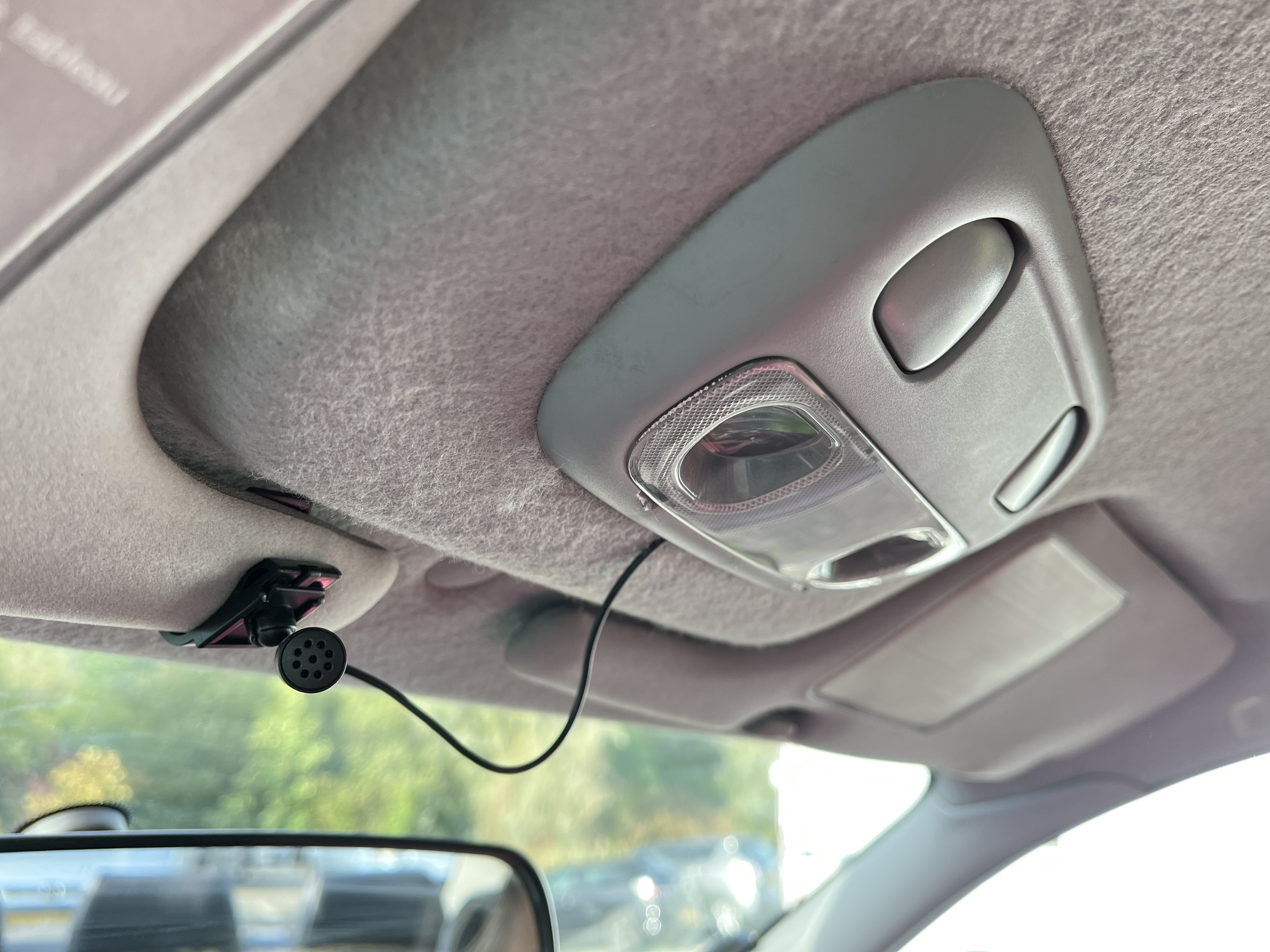
یک میکروفون داخل خودرو که به یک گیرنده بلوتوث متصل است و برای دریافت تماس‌های یک تلفن همراه متصل استفاده می‌شود - نمونه‌ای از یک WPAN

### بلوتوث
بلوتوث از امواج رادیویی کوتاه‌بُرد استفاده می‌کند. کاربردهای آن در یک WPAN شامل دستگاه‌های بلوتوثی مانند صفحه‌کلید، دستگاه‌های اشاره‌گر، هدست‌های صوتی و چاپگرهایی است که می‌توانند به ساعت هوشمند، تلفن همراه یا رایانه متصل شوند. یک WPAN مبتنی بر بلوتوث که به نام piconet نیز شناخته می‌شود، از حداکثر ۸ دستگاه فعال در یک ساختار ارباب-برده تشکیل شده است (تا حداکثر ۲۵۵ دستگاه می‌توانند در حالت پارک‌شده به ارباب متصل شوند). اولین دستگاه بلوتوث در پیکونت دستگاه ارباب (یا کارساز در مدل مدل کارخواه-کارساز) است و سایر دستگاه‌ها برده (یا کارخواه در مدل مدل کارخواه-کارساز) هستند و با ارباب ارتباط برقرار می‌کنند. برد معمولی یک پیکونت حدود ۱۰ متر (۳۳ فوت) است، اگرچه در شرایط ایده‌آل می‌توان به بردهایی تا ۱۰۰ متر (۳۳۰ فوت) نیز دست یافت. روترهای بلوتوث بلندبُرد با آرایه‌های تقویت‌شده آنتن می‌توانند دستگاه‌های بلوتوث را تا فاصله ۱٬۰۰۰ فوت (۳۰۰ متر) متصل کنند.
با استفاده از شبکه توری بلوتوث، دامنه پوشش و تعداد دستگاه‌ها با به‌کارگیری تکنیک‌های مش‌نت‌ورکینگ برای انتقال اطلاعات از یک دستگاه به دستگاه دیگر افزایش می‌یابد. چنین شبکه‌ای فاقد دستگاه ارباب است و ممکن است به عنوان WPAN در نظر گرفته شود یا نشود.
در همایش دوازدهم DEF CON (همایش سالانه «هکر» ها که در «لاس‌وگاس» برگزار می‌شود)، گروهی از هکرها که با عنوان Flexilis شناخته می‌شوند، توانستند دو وسیله «بلوتوث» را که حدود نیم مایل (۸۰۰ متر) از یکدیگر دور بودند با موفقیت به هم متصل کنند. آنها از آنتنی مجهز به یک «نوسان‌نما» (Scope) و یک «آنتن یاگی» (Yagi) استفاده کردند که همه آنها به قنداق یک تفنگ متصل شده بود. کابلی آنتن را به کارت «بلوتوث» در رایانه متصل می‌کرد. بعدها آنتن را «تیرانداز آبی» نامیدند.

### IrDA
IrDA از نور فروسرخ استفاده می‌کند که فرکانسی پایین‌تر از درک بینایی انسان دارد. فروسرخ در بسیاری از کاربردهای ارتباطات بی‌سیم بکار می‌رود. برای مثال در کنترل‌های از راه دور. دستگاه‌های معمول WPAN که از IrDA بهره می‌برند شامل چاپگرها، صفحه‌کلیدها و سایر واسط‌های ارتباط سریال می‌شوند.

## دیگر فناوریها
یک فناوری دیگر شبکه‌های شخصی با عنوان Skinplex اطلاعات را با استفاده از ناحیه خازنی اطراف پوست انسان منتقل می‌کند. وسایلی که از این فناوری استفاده می‌کنند در فاصله ۱ متری اطراف بدن انسان می‌تواند شناسایی شوند و با یکدیگر ارتباط برقرار کنند. این فناوری قبلاً برای کنترل دسترسی به قفل درها و برای جلوگیری از متراکم شدن سقف ماشین‌های سقف تاشو استفاده شده است.

## مراجع
1. ↑  «شبکهٔ شخصی» [رایانه و فنّاوری اطلاعات] هم‌ارزِ «personal area network, PAN»؛ منبع: گروه واژه‌گزینی. دفتر سوم. فرهنگ واژه‌های مصوب فرهنگستان. تهران: انتشارات فرهنگستان زبان و ادب فارسی. شابک ۹۶۴-۷۵۳۱-۵۰-۸ (ذیل سرواژهٔ شبکهٔ شخصی)
2. ↑  "Long-range Bluetooth: Cassia Networks secures patent". www.iotworldtoday.com. Archived from the original on 2022-08-03. Retrieved 2019-09-09.
3. ↑  Boxall, Andy (2016-12-08). "Faster, Longer, And More Capacious: Bluetooth 5 Is Here". Digital Trends. Archived from the original on 2019-07-30. Retrieved 2019-12-18.
4. ↑  Charles D. Knutson; Jeffrey M. Brown (2004). IrDA Principles and Protocols. ISBN 0-9753892-0-3.